# Kryzhanovskiana olegi
Kryzhanovskiana olegi (лат.) — ископаемый вид жуков-пауссин, единственный в составе рода Kryzhanovskiana из семейства жужелиц. Меловой период, бирманский янтарь (Мьянма). Самый древний и первый меловой представитель трибы Metriini (Paussinae). Назван в честь энтомолога Олега Леонидовича Крыжановского.

## Описание
Усики нитевидные. Длина около 8 мм, ширина около 3 мм. Основная окраска тела чёрная, надкрылья с красновато-зелёным металлическим отблеском. Глаза редуцированы, жвалы удлинённые, на лбу и темени дополнительные поры с щетинками. Обнаружен в бирманском янтаре мелового периода (около 100 млн лет). Внешний облик говорит о том, что новый род мог обитать в лесах и вести хищный образ жизни. Компактное тело с ногами, не приспособленными для копания и редуцированными глазами у Kryzhanovskiana olegi указывают на обитание в затемнённом пространстве, например, в таких местах, как полости в мёртвой древесине, подкорный слой, или углубления в гнилых стволах деревьев.

## Систематика
Вид был впервые описан в 2019 году российскими энтомологами Борисом Катаевым и Александром Кирейчуком (Зоологический институт РАН, Санкт-Петербург, Россия). Открытие нового необычного представителя трибы Metriini (Paussinae) в меловом бирманском янтаре подтверждает предыдущие предположения о том, что Metriini представляет старую реликтовую группу Carabidae, которая была более разнообразной и более широко распространённой в прошлом.
- Триба Metriini LeConte, 1853
  - † Род Kryzhanovskiana Kataev et Kirejtshuk, 2019
    - † Kryzhanovskiana olegi Kataev et Kirejtshuk, 2019

## Этимология
Вид и род были названы в честь крупного советского и российского энтомолога и зоогеографа Олега Леонидовича Крыжановского (1918—1997), учителя многих колеоптерологов из бывшего СССР, столетие которого отмечалось в 2018 году.